# العلاقات الوسط إفريقية الكوبية
العلاقات الوسط أفريقية الكوبية هي العلاقات الثنائية التي تجمع بين جمهورية أفريقيا الوسطى وكوبا.

## مقارنة بين البلدين
هذه مقارنة عامة ومرجعية للدولتين:
| وجه المقارنة                                              | جمهورية أفريقيا الوسطى      | كوبا                              |
| --------------------------------------------------------- | --------------------------- | --------------------------------- |
| المساحة (كم2)                                             | 622.98 ألف                  | 109.88 ألف                        |
| عدد السكان (نسمة)                                         | 4.66 مليون                  | 11.48 مليون                       |
| الكثافة السكانية (ن./كم²)                                 | 7.48                        | 104.48                            |
| العاصمة                                                   | بانغي                       | هافانا                            |
| اللغة الرسمية                                             | لغة فرنسية، اللغة السانغوية | اللغة الإسبانية                   |
| العملة                                                    | فرنك وسط أفريقي             | بيزو كوبي، بيزو كوبي قابل للتحويل |
| الناتج المحلي الإجمالي (بليون دولار)                      | 1.95 مليار                  | 87.13 مليار                       |
| الناتج المحلي الإجمالي (تعادل القوة الشرائية) بليون دولار | 3.03 مليار                  |                                   |
| الناتج المحلي الإجمالي الاسمي للفرد دولار أمريكي          | 323                         |                                   |
| الناتج المحلي الإجمالي للفرد دولار أمريكي                 | 594                         |                                   |
| مؤشر التنمية البشرية                                      | 0.350                       | 0.769                             |
| رمز المكالمات الدولي                                      | +236                        | +53                               |
| رمز الإنترنت                                              | .cf                         | .cu                               |
| المنطقة الزمنية                                           | ت ع م+01:00                 | 00                                |

## منظمات دولية مشتركة
يشترك البلدان في عضوية مجموعة من المنظمات الدولية، منها:
| علم المنظمة | اسم المنظمة                                 | تاريخ انضمام جمهورية أفريقيا الوسطى | تاريخ انضمام كوبا |
| ----------- | ------------------------------------------- | ----------------------------------- | ----------------- |
|             | يونسكو                                      | 11 نوفمبر 1960                      | 29 أغسطس 1947     |
|             | منظمة حظر الأسلحة الكيميائية                | ?                                   | ?                 |
|             | منظمة التجارة العالمية                      | ?                                   | ?                 |
|             | الاتحاد البريدي العالمي                     | ?                                   | ?                 |
|             | منظمة الشرطة الجنائية الدولية               | ?                                   | ?                 |
|             | الأمم المتحدة                               | 20 سبتمبر 1960                      | 24 أكتوبر 1945    |
|             | الاتحاد الدولي للاتصالات                    | 2 ديسمبر 1960                       | 16 يناير 1918     |
|             | مجموعة دول أفريقيا والكاريبي والمحيط الهادئ | ?                                   | ?                 |

## وصلات خارجية
- موقع وزارة الخارجية الكوبية